# Miheșu de Câmpie
Miheșu de Câmpie (in ungherese Mezőméhes, in tedesco Bienendorf) è un comune della Romania di 2597 abitanti, ubicato nel distretto di Mureș, nella regione storica della Transilvania. 
Il comune è formato dall'unione di 8 villaggi: Bujor, Cirhagău, Groapa Rădăii, Miheșu de Câmpie, Mogoaia, Răzoare, Șăulița, Ștefanca.